# Lý thuyết sản xuất
Lý thuyết sản xuất là sự nghiên cứu về quá trình sản xuất, hay là quá trình kinh tế của việc chuyển đổi đầu vào thành đầu ra. Quá trình sản xuất sử dụng các nguồn lực để tạo ra hàng hóa, dịch vụ phù hợp với mục đích sử dụng, tặng quà hay là trao đổi trong nền kinh tế thị trường. Quá trình này có thể bao gồm sản xuất, xây dựng, lưu trữ, vận chuyển và đóng gói. Một vài nhà kinh tế học đưa ra một định nghĩa rộng hơn cho quá trình sản xuất, bao gồm thêm nhiều hoạt động kinh tế khác chứ không chỉ mỗi việc tiêu dùng. Họ xem mỗi hoạt động thương mại đều như là một dạng của quá trình sản xuất, chứ không chỉ mỗi việc mua bán thông thường.
Sản xuất là một quá trình và nó diễn ra qua không gian lẫn thời gian. Bởi vậy sản xuất được đo bởi "tỷ lệ của sản lượng đầu ra trong một khoảng thời gian". Có ba khía cạnh của quá trình sản xuất:
1. Số lượng hàng hóa và dịch vụ được sản xuất ra,
2. Loại hàng hóa và dịch vụ được sản xuất ra,
3. Sự phân bố về mặt không gian và thời gian của hàng hóa và dịch vụ được sản xuất ra.

Một quá trình sản xuất được định nghĩa là bất kỳ hoạt động nào làm tăng sự tương tự giữa mô hình của nhu cầu đối với hàng hóa và dịch vụ, và số lượng, chủng loại, hình dạng, kích thước và sự phân bổ của những loại hàng hóa, dịch vụ này trên thị trường.
Sản xuất là một quá trình là sự kết hợp của các loại nguyên liệu đầu vào vật chất và phi vật chất (kế hoạch, bí quyết…) khác nhau để nhằm tạo ra thứ gì đó cho tiêu dùng (sản phẩm). Đó là hoạt động tạo ra sản phẩm, hàng hóa hay dịch vụ, có giá trị sử dụng và mang lại ích lợi cho người sử dụng.
Phúc lợi kinh tế được tạo ra trong quá trình sản xuất, có nghĩa là mọi hoạt động kinh tế đều nhắm đền việc thỏa mãn nhu cầu của con người dù theo cách trực tiếp hay gián tiếp. Mức độ mà ở đó các nhu cầu được thỏa mãn thường được chấp nhận như là thước đo của phúc lợi kinh tế. Trong quá trình sản xuất, có hai yếu tố giải thích cho sự gia tăng về phúc lợi kinh tế, đó là sự cải thiện về tỷ lệ giá cả - chất lượng của hàng hóa và việc tăng thu nhập từ loại hình sản xuất thị trường ngày phát triển hiệu quả. 
Các loại hình sản xuất quan trọng bao gồm:
- Sản xuất thị trường,
- Sản xuất công cộng,
- Sản xuất hộ gia đình.

Để hiểu được nguồn gốc của phúc lợi kinh tế, chúng ta phải hiểu rõ được ba quá trình sản xuất trên. Tất cả các quá trình sản xuất này đều tạo ra hàng hóa có giá trị và mang lại phúc lợi cho người tiêu dùng.
Sự thỏa mãn nhu cầu được bắt nguồn từ việc sử dụng các loại hàng hóa được sản xuất. Việc thỏa mãn nhu cầu sẽ tăng lên khi tỷ lệ giá cả - chất lượng của hàng hóa được cải thiện và càng nhiều sư thỏa mãn đạt được với ít chi phí hơn. Cải thiện tỷ lệ giá cả - chất lượng của hàng hóa đối với nhà sản xuất là một cách quan trọng để nâng cao hiệu quả hoạt động sản xuất.
Phúc lợi kinh tế cũng được tăng lên do sự gia tăng của thu nhập thu được từ sự phát triển hiệu quả của loại hình sản xuất thị trường. Sản xuất thị trường là loại hình duy nhất tạo ra và phân phối thu nhập cho các bên liên quan. Loại hình sản xuất công cộng và sản xuất hộ gia đình được tài trợ bởi nguồn thu nhập thu được từ loại hình sản xuất thị trường. Do vậy, sản xuất thị trường đóng vai trò kép trong việc tạo ra phúc lợi, vai trò sản xuất ra hàng hóa và vai trò tạo ra thu nhập. Bởi vì vai trò kép này, loại hình sản xuất thị trường chính là "động cơ" đối với phúc lợi kinh tế và do đó sẽ được nghiên cứu trong bài này.

## Sản xuất là một nguồn gốc của phúc lợi kinh tế
Theo nguyên lý thì có hai hoạt động chính trong một nền kinh tế, đó là sản xuất và tiêu dùng. Tương tự, hai chủ thể chính tương ứng là người sản xuất và người tiêu dùng. Phúc lợi được tạo ra từ việc sản xuất hiệu quả và từ việc tương tác giữa người sản xuất và người tiêu dùng. Trong mối tương tác đó, người tiêu dùng đóng hai vai trò, cả hai đều tạo ra phúc lợi. Người tiêu dùng vừa có thể là khách hàng của người sản xuất, lại vừa có thể là người cung cấp cho người sản xuất. Phúc lợi của khách hàng có được từ hàng hóa mà họ mua và phúc lợi của người cung cấp chính là thu nhập họ nhận được từ việc cung cấp đầu vào sản xuất cho người sản xuất.

### Các bên liên quan trong quá trình sản xuất

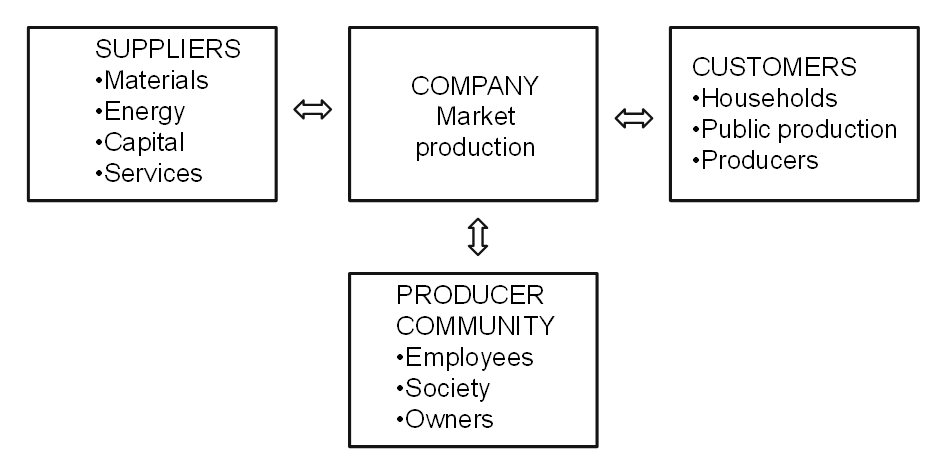
Interactive contributions of a company’s stakeholders (Saari, 2011,4)

Các bên liên quan trong quá trình sản xuất có thể là cá nhân, tập thể hoặc tổ chức có hứng thú với một doanh nghiệp sản xuất. Phúc lợi kinh tế bắt nguồn từ việc sản xuất hiệu quả và được phân bổ thông qua sự tương tác giữa các bên tham gia vào doanh nghiệp. Các bên tham gia vào doanh nghiệp là các chủ thể kinh tế có mối quan tâm đối với doanh nghiệp dựa. Dựa trên sự tương đồng này của họ, các bên tham gia có thể được phân thành ba nhóm sau đây để phân biệt mối quan tâm của họ và mối quan hệ chung:
- Khách hàng,
- Người cung cấp,
- Người sản xuất.

Mối quan tâm của các bên liên quan cũng như mối quan hệ của họ đối với doanh nghiệp được mô tả ngắn gọn như hình vẽ bên. Mục đích của chúng ta là thiết lập một nền tảng cơ bản để có thể đi vào phân tích sâu hơn.
Khách hàng
Khách hàng của một doanh nghiệp có thể là khách hàng điển hình, người sản xuất từ các thị trường khác hay người sản xuất từ khu vực công. Mỗi người trong số họ đều có hàm sản xuất cá nhân riêng. Bởi vì tính chất cạnh tranh, tỷ lệ giá cả - chất lượng của các mặt hàng có xu hướng được cải thiện và mang lại lợi ích cho các khách hàng. Khách hàng có thể mua được nhiều hàng hơn, có chất lượng tốt hơn với giá ngày càng rẻ hơn. Ở khu vực công cộng và hộ gia đình, điều này có nghĩa là nhiều nhu cầu được thỏa mãn với mức giá ngày càng giảm. Vì lý do này, năng suất của các khách hàng sẽ tăng lên theo thời gian, dù cho mức lương của họ có thể vẫn không đổi.
Người cung cấp
Người cung cấp của doanh nghiệp có thể là người sản xuất nguyên liệu, năng lượng, người cung cấp vốn, dịch vụ điển hình. Tương tự, họ đều có hàm sản xuất cá nhân riêng của mình. Sự thay đổi trong mức giá và chất lượng của các mặt hàng có tác động lên hàm sản xuất của cả hai chủ thể kinh tế (doanh nghiệp và người cung cấp). Do vậy, chúng ta có thể kết luận rằng hàm sản xuất của doanh nghiệp và người cung cấp trong trạng thái thay đổi liên tục.
Đầu vào hay nguồn nguyên liệu được dùng trong quá trình sản xuất được các nhà kinh tế học gọi là các yếu tố sản xuất. Chúng thường được chia thành bốn nhóm sau:
- Nguyên liệu thô
- Lao động
- Tư liệu sản xuất
- Đất đai

Trong dài hạn, tất cả các yếu tố trên đều có thể điều chỉnh được bởi người quản lý. Tuy nhiên, trong ngắn hạn thì phải có ít nhất một yếu tố sản xuất phải được cố định, theo như định nghĩa của thuật ngữ "ngắn hạn" trong kinh tế học.
Một yếu tố cố định của sản xuất là yếu tố mà số lượng của nó không dễ dàng thay đổi được, ví dụ như những phần thiết yếu trong máy móc, không gian nhà máy, đội ngũ cán bộ quản lý chủ chốt…
Một yếu tố biến đổi của sản xuất là yếu tố mà tỷ lệ sử dụng của nó có thể dễ dàng thay đổi được, ví dụ như lượng điện tiêu thụ, dịch vụ vận tải và hầu hết các nguyên liệu thô đầu vào. Trong ngắn hạn, quy mô hoạt động của doanh nghiệp sẽ quyết định sản lượng tối đa có thể được sản xuất ra. Tuy nhiên, trong dài hạn thì lại không có giới hạn nào về quy mô.
Nhóm người sản xuất
 Những người tham gia vào sản xuất (lực lượng lao động, chủ sở hữu, xã hội) sẽ có được thu nhập từ quá trình này. Những người kể trên ở đây được gọi là các nhóm người sản xuất, hay nói một cách ngắn gọn hơn là những người sản xuất. Các nhóm người sản xuất có chung mối quan tâm về việc tối đa hóa thu nhập của họ. Thu nhập của họ sẽ được tăng lên khi có sự tăng trưởng và phát triển trong quá trình sản xuất. 
Phúc lợi thu được từ việc tiêu dùng hàng hóa bắt nguồn từ mối quan hệ giữa giá cả và chất lượng của các loại mặt hàng. Nhờ có sự cạnh tranh và phát triển trên thị trường mà mối quan hệ giữa giá cả và chất lượng của hàng hóa có xu hướng ngày càng được cải thiện, thông thường sẽ là sự gia tăng về mặt chất lượng và sự giảm xuống về mặt giá cả của hàng hóa. Sự phát triển này có ảnh hưởng tích cực lên hàm sản xuất của các khách hàng, do vậy nhu cầu của khách hàng được thỏa mãn ngày càng nhiều hơn với mức giá ngày càng rẻ hơn. Cách thức tạo ra phúc lợi này chỉ có thể được tính toán một cách không toàn bộ dựa trên dữ liệu sản xuất. Nhóm người sản xuất kiếm được thu nhập từ những yếu tố đầu vào mà họ cung cấp cho quá trình sản xuất. Khi quá trình sản xuất phát triển và trở nên hiệu quả hơn, thu nhập của họ cũng có xu hướng tăng lên. Trong sản xuất, điều này làm tăng thêm khả năng chi trả lương, thuế... Sự tăng trưởng của quá trình sản xuất và sự cải thiện về mặt năng suất tạo ra thêm thu nhập cho nhóm người sản xuất. Nói một cách tương tự, thu nhập cao có được là nhờ sự cải thiện trong chất lượng của quá trình sản xuất. Cách thức tạo ra phúc lợi này – như đã đề cập ở trên – có thể được tính toán một cách đáng tin cậy dựa trên dữ liệu sản xuất.

### Các quy trình chính của một doanh nghiệp sản xuất
Một quy trình sản xuất có thể được chia nhỏ thành nhiều quy trình con theo nhiều cách khác nhau; nhưng 5 quy trình con dưới đây được coi là quy trình chính, mỗi quy trình đều có nhân tố chủ chốt, lý thuyết, mục tiêu và logic của riêng nó. Điều quan trọng là phải xem xét từng quy trình một cách riêng rẽ; nhưng như là một phần của tổng thể, để có thể đo lường và hiểu rõ chúng. Các quy trình chính của một doanh nghiệp bao gồm:
- Quy trình thực tế
- Quy trình phân phối thu nhập
- Quy trình sản xuất
- Quy trình tiền tệ
- Quy trình giá trị thị trường

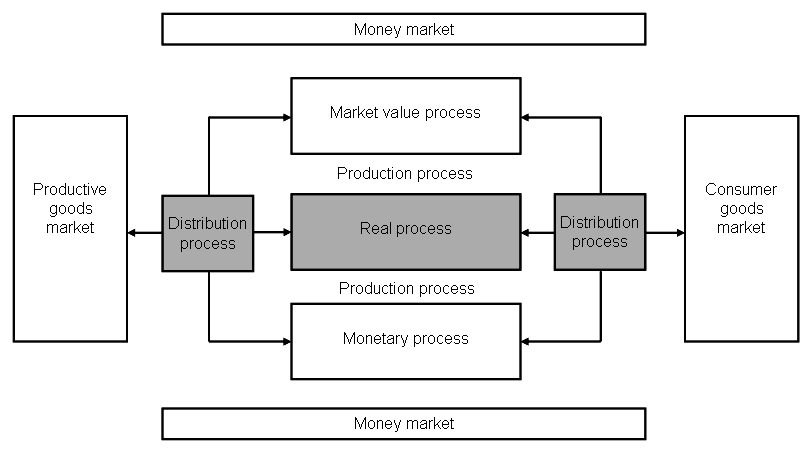
Main processes of a company

Sản phẩm được tao ra trong quy trình thực và thu nhập từ sản phẩm được phân phối trong quy trình phân phối thu nhập. Hai quy trình cùng nhau tạo nên quy trình sản xuất. Quy trình sản xuất và các quy trình con của nó diễn ra một cách đồng thời, và chỉ có quy trình sản xuất mới xác định và đo lường được bằng phương pháp kế toán truyền thống. Quy trình thực tế và quy trình phân phối thu nhập có thể được xác định và đo lường bằng các tính toán khác, và đó là lý do vì sao chúng cần phải được phân tích một cách riêng rẽ để hiểu được logic của sản xuất.
Quy trình thực tế tạo ra sản phẩm đầu ra từ đầu vào, và nó có thể được mô tả như là quy trình sản xuất. Nó đề cập đến một chuỗi các hoạt động, trong đó các đầu vào với chất lượng và số lượng khác nhau được kết hợp lại để tạo thành các sản phẩm cũng với chất lượng và số lượng khác nhau. Sản phẩm có thể là hàng hóa vật chất, dịch vụ phi vật chất, hoặc có thể là sự kết hợp của cả hai. Các đặc điểm tạo thành sản phẩm của người sản xuất bao hàm giá trị thặng dư cho người tiêu dùng. Dựa trên cơ chế giá cả, giá trị thặng dư này được chia sẻ bởi cả người sản xuất lẫn người tiêu dùng trên thị trường. Đây là cơ chế mà qua đó người sản xuất và người tiêu dùng tạo ra giá trị thặng dư. Điều đáng chú ý là giá trị thặng dư của khách hàng không thể đo lường được bằng bất kì dữ liệu sản xuất nào. Tuy nhiên giá trị thặng dư của người sản xuất lại có thể đo lường được, thể hiện qua giá trị danh nghĩa và giá trị thực tế. Giá trị thực tế đối với người sản xuất chính là sản phẩm từ quá trình thực, thu nhập và năng suất. 
Khái niệm "quy trình thực tế" với ý nghĩa cơ cấu định lượng cua quá trình sản xuất được lần đầu tiên giới thiệu trong kế toán quản trị của Phần Lan vào những năm 1960. Kể từ đó, nó đã trở thành hòn đá tảng trong lý thuyết kế toán quản trị của Phần Lan. (Riistama và cộng sự 1971).
Quy trình phân phối thu nhập đề cập đến một chuỗi các hoạt động, trong đó mức giá của các đầu ra và đầu vào có chất-lượng-không-đổi thay đổi dẫn đến sự thay đổi trong phân phối thu nhập giữa các bên tham gia vào quá trình trao đổi. Cường độ của sự thay đổi trong phân phối thu nhập trực tiếp tỷ lệ thuận với sự thay đổi trong mức giá và chất lượng của các đầu vào cũng như đầu ra. Năng suất thu được cũng được phân bổ, ví dụ, đặt mức giá thấp hơn cho khash hàng và trả lương cao hơn cho đội ngũ nhân viên.
Quy trình sản xuất bao gồm bao gồm quy trình thực tế và quy trình phân phối thu nhập. Tiêu chí và kết quả của sự thành công của chủ sở hữu chính là khả năng tạo lợi nhuận. Các yếu tố doanh thu và chi phí làm nên khả năng tạo lợi nhuận của doanh nghiệp. Chúng khác với các yếu tố của quy trình thực tế, trong khi các yếu tố của khả năng tạo lợi nhuận được cho sẵn tại mức giá danh nghĩa thì các yếu tố của quá trình thực được cho tại mức giá cố định theo từng thời kì. 
Quy trình tiền tệ đề cập đến các vấn đề liên quan đến việc tài trợ cho quá trình kinh doanh. Quy trình giá trị thị trường đề cập đến chuỗi các hoạt động mà trong đó các nhà đầu tư là người quyết định giá trị thị trường của doanh nghiệp trên các thị trường đầu tư.

### Hiệu suất và sự tăng trưởng của sản xuất
Sự tăng trưởng của sản xuất thường được định nghĩa như là sự gia tăng sản lượng đầu ra của quá trình sản xuất. Nó thường được biểu hiện như là tỷ lệ tăng trưởng, mô tả sự tăng trưởng của quá trình sản lượng sản xuất thực. Sản lượng thực là giá trị thực tế của các sản phẩm được tạo ra trong quy trình sản xuất và khi chúng ta lấy sản lượng thực tế trừ đi nguồn đầu vào thực tế thì ta có được thu nhập thực tế. Sản lượng thực tế và thu nhập thực tế được tạo ra quy trình sản xuất thực tế sử dụng nguồn đầu vào thực tế.
Quy trình thực tế có thể được mô tả thông qua hàm sản xuất. Hàm sản xuất là một đồ thị hình học hoặc một công thức toán học thể hiện mối quan hệ giữa đầu vào được sử dụng trong quá trình sản xuất và đầu ra thu được. Hàm sản xuất là một cách mô tả đơn giản của cơ chế của việc tạo ra thu nhập từ quy trình sản xuất. Nó bao gồm hai thành phần, đó là sự thay đổi trong đầu vào sản xuất và sự thay đổi trong năng suất.

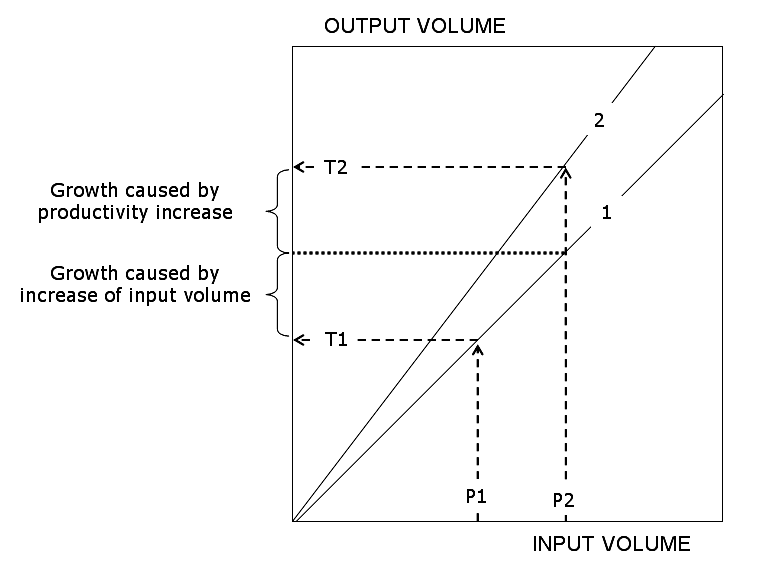
Components of economic growth

Hình vẽ bên mô tả quá trình tạo ra thu nhập (được phóng đại lên để cho rõ ràng). Giá trị T2 (giá trị tại thời điểm 2) cho biết sự tăng trưởng của đầu vào so với giá trị T1 (giá trị tại thời điểm 1). Mỗi thời điểm đều có đồ thị hàm sản xuất riêng của nó (các đường thẳng). Sản lượng đầu ra được đo tại thời điểm 2 lớn hơn sản lượng tại thời điểm một trong cả hai thành tố của sự tăng trưởng: sự gia tăng của đầu vào và sự gia tăng của năng suất. Một phần của sự tăng trưởng xuất phát từ sự gia tăng của đầu vào được thể hiện trên đường số 1, và nó không làm thay đổi mối quan hệ giữa đầu vào và đầu ra. Phần còn lại của sự tăng trưởng xuất phát từ sự gia tăng của năng suất được thể hiện trên đường số 2, có độ dốc lơn hơn so với đường 1. Do đó, năng suất được tăng lên phản ánh sản lượng đầu ra lớn hơn trên mỗi đơn vị đầu vào.
Sự gia tăng của sản lượng đầu ra không nói lên điều gì về hiệu suất của quá trình sản xuất. Hiệu suất của quá trình sản xuất đo lường khả năng tạo ra thu nhập của nó. Bởi vì thu nhập từ sản xuất được tạo ra từ quy trình thực tế, nên ta có thể gọi nó là thu nhập thực tế. Tương tự, bởi vì hàm sản xuất biểu diễn quy trình thực tế, nên ta còn có thể gọi nó là "thu nhập được tạo ra từ hàm sản xuất".
Quá trình tạo ra thu nhập thực tế đi theo logic của hàm sản xuất. Hai thành phần còn có thể được phân biệt trong sự thay đổi thu nhập: thay đổi thu nhập bắt nguồn từ thay đổi khối lượng sản xuất và thay đổi thu nhập bắt nguồn từ thay đổi năng suất. Phần gia tăng thu nhập bắt nguồn từ gia tăng khối lượng sản xuất được xác định bằng cách di chuyển (move) dọc đồ thị hàm sản xuất, còn phần gia tăng thu nhập bắt nguồn từ gia tăng năng suất được xác định bằng cách dịch chuyển (shift) đồ thị hàm sản xuất. Sự thay đổi của thu nhập thực tế như mô tả trên được thể hiện bằng việc di chuyển từ điểm 1 đến điểm 2 trên đồ thị hàm sản xuất. Nếu chúng ta muốn tối đa hóa hiệu suất quá trình sản xuất thì cần phải tối đa hóa phần gia tăng thu nhập được tạo ra bởi hàm sản xuất. 
Nguồn gốc của sự gia tăng về năng suất và khối lượng sản xuất được giải thích như sau. Tăng trưởng năng suất được xem như là chỉ số kinh tế quan trọng của sự đổi mới. Việc giới thiệu thành công một sản phẩm mới, hay một quy trình, cấu trúc tổ chức, hệ thống và mô hình doanh nghiệp mới tạo ra sự gia tăng sản lượng đầu ra vượt quá sự gia tăng khối lượng sản xuất. Điều này dẫn đến sự tăng trưởng về năng suất hay sản lượng trên mỗi đơn vị đầu vào. Sự tăng thêm về thu nhập còn có thể diễn ra bằng việc sao chép các công nghệ có sẵn mà không cần phải đổi mới công nghệ. Chỉ với sự sao chép mà không cần đổi mới công nghệ, sản lượng đầu ra sẽ tăng lên tương ứng với đầu vào (Jorgenson và cộng sự 2014,2). Đây là trường hợp gia tăng thu nhập thông qua gia tăng khối lượng sản xuất. 
Jorgenson và cộng sự (2014,2) đưa ra một ví dụ thực nghiệm. Họ chỉ ra rằng ưu thế lơn của sự tăng trưởng kinh tế ở Mỹ năm 1947 liên quan đến việc sao chép các công nghệ có sẵn thông qua việc đầu tư vào các trang thiết bị, cơ sở, các phần mềm cũng như sự gia tăng về lực lượng lao động. Hơn thế, họ còn chỉ ra rằng sự đổi mới công nghệ chỉ chiếm 20% trong sự tăng trưởng kinh tế của Mỹ.
Trong trường hợp chỉ có một quá trình sản xuất (được mô tả ở trên), sản lượng đầu ra được xem như là giá trị kinh tế của hàng hóa, dịch vụ được sản xuất ra. Khi chúng ta muốn nghiên cứu một quá trình trong nhiều quá trình sản xuất, chúng ta phải tổng hợp giá trị gia tăng được tạo ra từ quá trình sản xuất đơn đó. Điều này được thực hiện để tránh việc hạch toán kép các đầu vào trung gian. Giá trị gia tăng thu được bằng cách lấy sản lượng đầu ra trừ đi các đầu vào trung gian. Phương pháp tính giá trị gia tăng phổ biến và hay được sử dụng nhất đấy là GDP (tổng sản phẩm quốc nội). Nó được sử dụng rộng rãi như là một thước đo của sự tăng trưởng kinh tế của ngành cũng như của quốc gia. 

### Thu nhập tuyệt đối và thu nhập trung bình
Hiệu suất của quá trình sản xuất có thể được đo lường bởi mức thu nhập tuyệt đối hoặc mức thu nhập trung bình. Việc biểu diễn hiệu suất sản xuất bằng mức sản lượng tuyệt đối lẫn mức sản lượng trung bình đều rất hữu ích trong việc hiểu được tác động của phúc lợi lên sản xuất. Để đo hiệu suất sản xuất trung bình, chúng ta dùng công thức sau:
- Đầu ra thực tế/ Đầu vào thực tế.

Để tính mức thu nhập tuyệt đối của hiệu suất, ta lấy hiệu sau:
- Thu nhập tuyệt đối (thực tế) = Đầu ra thực tế - đầu vào thực tế.

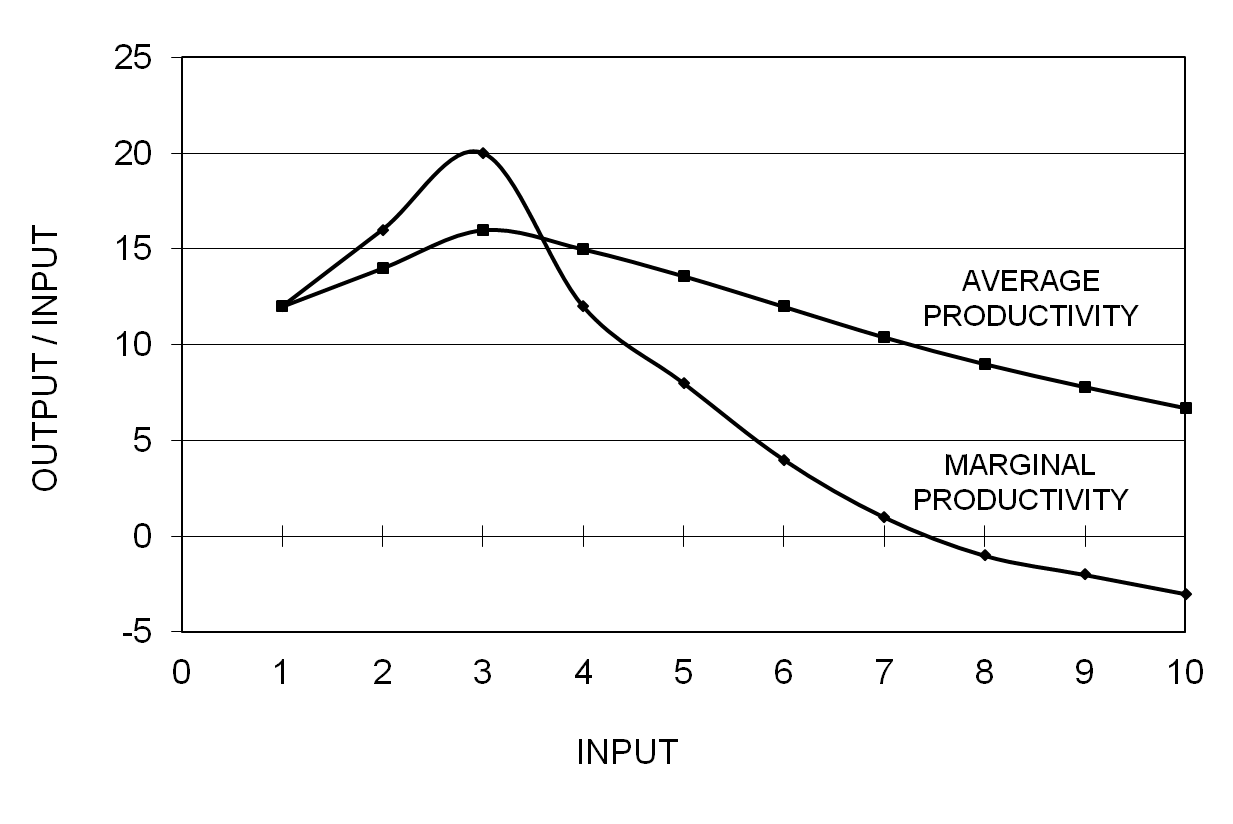
Average and marginal productivity

Sự tăng lên của mức thu nhập thực tế chính là sự gia tăng về giá trị kinh tế, cái mà được phân bổ cho các bên liên quan tới quá trình sản xuất. Với sự trợ giúp của các mô hình sản xuất, ta có thể thực hiện phép hạch toán trung bình lẫn tuyệt đối chỉ với một phép tính. Việc tối đa hóa hiệu suất sản xuất đòi hỏi phải sử dụng phép đo tuyệt đối, tức là mức thu nhập tuyệt đối. 
Sự khác biệt giữa thước đo hiệu suất trung bình và tuyệt đối có thể được mô tả trên đồ thị biểu diễn năng suất trung bình và năng suất cận biên. Đồ thị này là cách biểu diễn truyền thống của năng suất trung bình và cận biên. Hiệu suất sản xuất đạt cực đại tại điểm mà năng suất cận biên bằng 0. Giá trị cực đại của hiệu suất sản xuất cũng chính là giá trị cực đại của mức thu nhập thực tế. Trong ví dụ này, giá trị cực đại của mức thu nhập thực tế đạt được tại khối lượng sản xuất là 7,5 đơn vị. Giá trị cực đại của năng suất trung bình đạt được tại khối lượng sản xuất là 3,0 đơn vị. Điều đáng chú ý ở đây là giá trị cực đại của năng suất trung bình và thu nhập thực tế là không giống nhau.
Hình vẽ trên là một sự miêu tả hơi phóng đại, bởi vì toàn bộ hàm sản xuất đã được biết. Trong thực tiễn, quyết định được đưa ra dựa trên hiểu biết bị giới hạn về hàm sản xuất, nhưng nguyên tắc vẫn không đổi; mục tiêu hướng đến vẫn là tối đa hóa mức thu nhập thực tế. Một kết luận quan trọng có thể được rút ra: khi chúng ta cố gắng tối đa hóa sự ảnh hưởng phúc lợi đối với quá trình sản xuất, chúng ta phải tối đa hóa mức thu nhập thực tế. Tối đa hóa năng suất sẽ dẫn đến tổn thất đối với mức thu nhập (suboptimum). 
Một ví dụ thực tiễn để mô tả trường hợp trên. Khi một người thất nghiệp kiếm được việc làm trên thị trường sản xuất, ta có thể giả định rằng đấy là một công việc năng suất thấp. Do đó, mức năng suất trung bình giảm xuống nhưng mức thu nhập thực tế đầu người lại tăng lên. Hơn thế, phúc lợi của toàn xã hội cũng được gia tăng. Ví dụ này cho thấy sự khó khăn trong việc giải thích sự thay đổi tổng năng suất một cách chính xác. Sự kết hợp giữa gia tăng khối lượng sản xuất và suy giảm tổng sản lượng dẫn đến sự cải thiện về mặt hiệu suất trong trường hợp này, bởi vì hàm sản xuất lúc này đang ở giai đoạn "hiệu suất giảm dần". Nếu chúng ta đang ở trong giai đoạn "hiệu suất tăng dần" của hàm sản xuất thì sự kết hợp giữa gia tăng khối lượng sản xuất và gia tăng tổng sản lượng sẽ dẫn đến sự cải thiện về hiệu suất sản xuất. Không may thay, trong thực tế chúng ta không thể biết hàm sản xuất đang ở trong giai đoạn nào. Bởi vậy, một cách giải thích đúng đắn về sự thay đổi hiệu suất chỉ có thể có được bằng việc đo lường sự thay đổi trong thu nhập thực tế. 

## Các mô hình sản xuất
Một mô hình sản xuất là một sự mô tả bằng số học về quá trình sản xuất được dựa trên mức giá và sản lượng của đầu vào lẫn đầu ra. Có hai cách tiếp cận chính để biểu diễn khái niệm về hàm sản xuất. Chúng ta có thể dùng các công thức toán học, phương pháp này thường được dùng trong kinh tế học vĩ mô, hoặc sử dụng các mô hình số học, phương pháp này thường được dùng trong kinh tế học vi mô và kế toán quản trị. Ở đây, chúng tôi ko giới thiệu về phương pháp đầu tiên, các bạn có thể tìm hiểu trong bài nghiên cứu "Growth accounting" viết bởi Hulten năm 2009.
Ở đây chúng ta sử dụng các mô hình số học bởi vì chúng giống các mô hình của kế toán quản trị, có tính minh họa tốt, dễ hiểu và dễ áp dụng vào thực tiễn. Hơn thế nữa, nó được tích hợp với kế toán quản trị, đó là một lợi thế thực tế. Ưu điểm chính của mô hình số học là khả năng của nó trong việc biểu diễn hàm sản xuất như là một phần của quá trình sản xuất. Do đó, hàm sản xuất có thể hiểu được, đo lường được và được xem xét như là một phần của quá trình sản xuất.
Có nhiều mô hình sản xuất khác nhau dựa trên từng sở thích khác nhau. Ở đây chúng ta sử dụng mô hình thu nhập sản xuất và mô hình phân tích sản xuất để mô tả hàm sản xuất như là một hiện tượng và là một số lượng đo đạc được.

### Mô hình thu nhập sản xuất

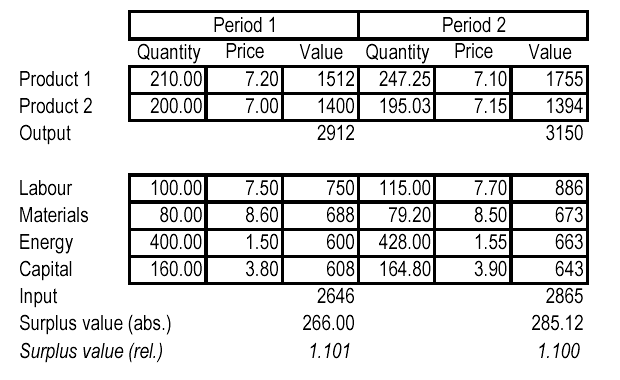
Profitability of production measured by surplus value

Quy mô của sự thành công là rất đa dạng, và không có một tiêu chí nào có thể áp dụng cho mọi sự thành công. Tuy nhiên, có một tiêu chí mà dựa vào đó chúng ta có thể khái quát tỷ lệ của thành công trong sản xuất, đó là khả năng tạo ra giá trị thặng dư. Như là một tiêu chí của khả năng tạo lợi nhuận, giá trị thặng dư đề cập đến sự chênh lệch giữa doanh thu và chi phí, có tính đến cả chi phí vốn chủ sở hữu ngoài các chi phí bao gồm báo cáo lỗ lãi như bình thường. Giá trị thặng dư chỉ ra rằng sản phẩm đầu ra có giá trị hơn những thứ phải hi sinh để tạo ra nó. Nói cách khác, giá trị của sản phẩm đầu ra cao hơn giá trị của các đầu vào được sử dụng. Nếu giá trị thặng dư là dương thì kì vọng về lợi nhuận của chủ sở hữu đã bị vượt qua. 
Bảng bên trình bày các tính toán về giá trị thặng dư. Chúng tôi gọi tập hợp của dữ liệu sản xuất này là một ví dụ cơ bản và chúng tôi sử dụng dữ liệu thông qua bài viết về minh họa các mô hình sản xuất. Ví dụ cơ bản này là một cách tính toán khả năng tạo lợi nhuận đơn giản được sử dụng cho việc minh họa và tạo mô hình. Dù đã được đơn giản hóa nhưng nó vẫn bao gồm mọi hiện tượng trọng thực tế và quan trọng là bao gồm sự thay đổi về tỷ lệ đầu ra - đầu vào giữa hai thời kì. Do vậy, ví dụ cơ bản này như là một "mô hình quy mô" minh họa quá trình sản xuất mà không bỏ sót một yếu tố nào. Trong thực tế, có thể có hàng trăm sản phẩm đầu ra cũng như đầu vào, nhưng logic của việc đo lường không khác gì trong ví dụ cơ bản này.
Trong bối cảnh này, chúng ta xác định các yêu cầu về chất lượng đối với dữ liệu sản xuất được dùng trong kế toán năng suất. Tiêu chí quan trọng nhất trong việc đo lường hàng hóa đó là chất lượng đồng nhất của đối tượng đo lường. Nếu đối tượng này không đồng nhất thì kết quả đo lường có thể bao gồm cả sự thay đổi của cả chất lượng lẫn số lượng. Trong kế toán quản trị, tiêu chí này đòi hỏi mỗi một đầu vào hay đầu ra phải được hạch toán và đồng nhất. Nói một cách khác, các đầu vào và đầu ra không được phép kết hợp với nhau trong việc đo lường và hạch toán. Nếu chúng kết hợp với nhau, chúng sẽ không còn đồng nhất nữa và do đó kết quả đo lường sẽ bị sai lệch.
Cả giá trị thặng dư tuyệt đối lẫn tương đối đều được tính toán trong ví dụ trên. Giá trị thặng dư tuyệt đối là sự chênh lệch giữa giá trị đầu vào và đầu ra, giá trị thặng dư tương đối tương ứng là mối quan hệ giữa chúng. Giá trị thặng dư tuyệt đối trong ví dụ trên ở mức giá danh nghĩa, tức là được tính toán theo mức giá thị trường tại mỗi thời kì. 

### Mô hình phân tích sản xuất

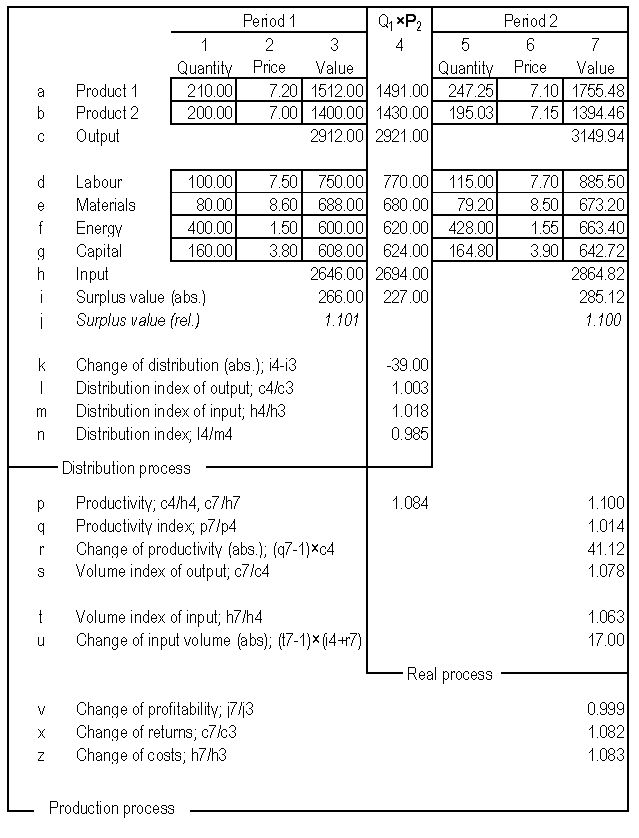
Productivity model

Mô hình được sử dụng ở đây là mô hình phân tích sản xuất điển hình, nhờ nó mà ta có thể tính toán được kết quả của quá trình thực, quá trình phân bổ thu nhập và quá trình sản xuất. Điểm khởi đầu là tính toán khả năng tạo lợi nhuận bằng cách sử dụng giá trị thặng dư như là một tiêu chỉ của khả năng tạo lợi nhuận. Tính toán giá trị thặng dư là phương pháp duy nhất để có thể hiệu được mối quan hệ giữa khả năng tạo lợi nhuận và năng suất, hiểu được mối quan hệ giữa quá trình thực và quá trình sản xuất. Một phương pháp hợp lý đo lường tổng năng suất nhất thiết phải xem xét tất các đầu vào sản xuất, và tính toán giá trị thặng dư là phương pháp duy nhất có thể thỏa mãn được yêu cầu trên. Nếu chúng ta bỏ qua bất kì một đầu vào nào đó, điều này có nghĩa là đầu vào bị bỏ qua đó có thể được dùng một cách không giới hạn trong quá trình sản xuất mà chi phí của nó không được hạch toán.

### Hạch toán và giải thích kết quả
Quá trình tính toán sẽ mang lại kết quả tốt nhất khi áp dụng thuật ngữ ceteris paribus, nghĩa là "các yếu tốt khác không đổi", nói rằng tại một thời điểm chỉ có duy nhất tác động của yếu tố bị thay đổi được đưa vào xem xét. Do vậy, quá trình tính toán có thể được tiến hành từng bước một. Đầu tiên, sự tác động của quá trình phân phối thu nhập được tính toán, sau đó là đến sự tác động của quá trình thực lên năng suất sản xuất. 
Bước đầu tiên trong việc tính toán là phải phân tách tác động của quá trình thực và quá trình phân phối thu nhập tương ứng từ sự thay đổi trong năng suất (285,12 - 266,00 = 19,12). Điều này được thực hiện dễ dàng bằng cách tạo ra một cột phụ (cột 4) mà ở đó giá trị thặng dư được tính toán từ sản lượng ở thời kì 1 và mức giá ở thời kì 2. Trong kết quả tính toán khả năng tạo lợi nhuận, cột 3 và cột 4 mô tả tác động của sự thay đổi trong quá trình phân phối thu nhập lên khả năng tạo lợi nhuận, trong khi cột 4 và cột 7 mô tả tác động của sự thay đổi trong quá trình thực lên khả năng tạo lợi nhuận.
Ta có thể dễ dàng giải thích và hiểu được các kết quả hạch toán. Ta thấy rằng thu nhập thực tế đã tăng lên 58,12 đơn vị, trong đó 41,12 đơn vị gia tăng là do sự tăng trưởng sản lượng và 17,00 đơn vị còn lại xuất phát từ sự tăng trưởng của khối lượng sản xuất. Tổng thu nhập thực tế (58,12) được phân phối cho các bên tham gia vào quá trình sản xuất. Trong trường hợp này, 39,00 đơn vị được phân phối cho khách hàng và người cung cấp, 19,12 đơn vị còn lại thuộc về chủ sở hữu doanh nghiệp.
Ở đây chúng ta có thể rút ra một kết luận quan trọng. Sự hình thành của thu nhập từ quá trình sản xuất luôn được cân bằng giữa việc tạo ra thu nhập và việc phân phối thu nhập. Sự thay đổi thu nhập từ quá trình thực luôn luôn được phân phối cho các bên liên quan như là giá trị kinh tế trong quá trình xem xét. Sự thay đổi trong thu nhập thực tế và sự phân phối thu nhập luôn bằng nhau về giá trị kinh tế.
Dựa trên những thay đổi được tính toán trong năng suất và khối lượng sản xuất mà chúng ta có thể kết luận một cách rõ ràng quá trình sản xuất đang ở giai đoạn nào của hàm sản xuất. Quy tắc giải thích kết quả như sau:
1.	Quy trình sản xuất đang ở giai đoạn "hiệu suất tăng dần" của hàm sản xuất khi:
- Năng suất và khối lượng sản xuất đều tăng, hoặc
- Năng suất và khối lượng sản xuất đều giảm.

2.	Quy trình sản xuất đang ở giai đoạn "hiệu suất giảm dần" của hàm sản xuất khi
- Năng suất tăng còn khối lượng sản xuất giảm, hoặc
- Năng suất giảm còn khối lượng sản xuất tăng.

Trong ví dụ cơ bản trên sự kết hợp giữa sự gia tăng khối lượng sản xuất (+17,00) và sự gia tăng năng suất (+41,12) chỉ ra một cách rõ ràng rằng quá trình sản xuất đang trong giai đoạn "hiệu suất tăng dần" (Saari 2006 a, 138-144).
Một mô hình sản xuất khác (Mô hình sản xuất Saari 1989) cũng cung cấp các chi tiết về sự phân phối thu nhập (Saari 2011, 14). Bởi vì kĩ thuật hạch toán của 2 mô hình là khác nhau nên cũng đưa ra những thông tin phân tích khác nhau, nhưng các thông tin này lại bổ trợ cho nhau. Tuy nhiên, các kết quả hạch toán thì lại giống nhau. Chúng tôi không giới thiệu mô hình sản xuất Saari ở đây một cách chi tiết nhưng chúng tôi sẽ sử dụng các dữ liệu chi tiết của nó vào phân phối thu nhập, khi mà các hàm mục tiêu được lập ra ở phần tiếp theo.

## Các hàm mục tiêu
Một cách hiệu quả để tăng sự hiểu biết về hiệu suất sản xuất đó là lập nên các hàm mục tiêu khác nhau dựa vào mục tiêu của các nhóm lợi ích khác nhau. Việc lập hàm mục tiêu là cần thiết trong việc xác định giá trị cần tối đa hóa (hoặc tối thiểu hóa). Hàm mục tiêu quen thuộc nhất chính là hàm tối đa hóa lợi nhuận. Hàm mục tiêu này xuất phát từ lợi ích của người chủ sở hữu với các biến khác được ràng buộc nhằm tối đa hóa lợi nhuận.

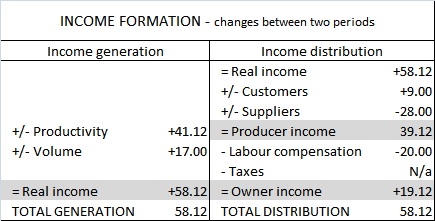
Income formation

### Quy trình lập hàm mục tiêu
Quy trình lập các hàm mục tiêu khác nhau sẽ được giới thiệu sau đây. Trong việc hình thành thu nhập từ sản xuất, các hàm mục tiêu sau đây được xét đến:
- Tối đa hóa thu nhập thực tế,
- Tối đa hóa thu nhập của người sản xuất,
- Tối đa hóa thu nhập của chủ sở hữu.

Các trường hợp trên được minh họa bằng cách sử dụng các số liệu từ ví dụ cơ bản. Các ký hiệu sau đây được sẽ sử dụng:
- Dấu bằng (=) chỉ ra điểm khởi đầu của việc tính toán, hoặc là kết quả của nó,
- Dấu cộng (+) hoặc trừ (-) thể hiện các biến được thêm vào, hoặc bị loại ra khỏi hàm sản xuất. Người sản xuất ở đây có nghĩa là cộng đồng sản xuất (lực lượng lao động, xã hội, các chủ sở hữu).

Các hàm mục tiêu có thể được biểu diễn bằng một phép toán ngắn gọn thể hiện tính logic của việc tạo ra thu nhập, việc phân phối thu nhập và các biến được tối đa (tối thiểu) hóa.
Việc tính toán tương tự như một báo cáo thu nhập bắt đầu với việc tạo ra thu nhập và kết thúc bằng việc phân phối thu nhập. Việc tạo ra và phân phối thu nhập luôn luôn cân bằng với nhau nên lượng của chũng cũng bằng nhau, trong trường hợp này là 58,12 đơn vị. Phần thu nhập được tạo ra từ quá trình thực sẽ được phân phối cho các bên liên quan trong cùng thời kì đó. Có 3 biến có thể tối đa hóa được, đó là thu nhập thực tế, thu nhập của người sản xuất và thu nhập của chủ sở hữu. 

### Cách tiếp cận kép trong việc lập hàm mục tiêu
Ở đây, chúng ta phải thêm vào sự thay đổi của thu nhập thực tế, được tính dễ dàng từ sự thay đổi trong phân phối thu nhập. Chúng ta phải xác định những thay đổi từ giá đơn vị của đầu vào và đầu ra và tính toán sự tác động như thế nào lên lợi nhuận (sự thay đổi đơn giá x số lượng). Sự thay đổi của thu nhập thực tế bằng tổng của sự tác động lên lợi nhuận và sự thay đổi của thu nhập của chủ sở hữu. Cách tiếp cận này được gọi là cách tiếp cận kép bởi vì nó được xây dựng dựa trên mức giá chứ không phải số lượng (ONS 3,23).
Cách tiệp cận này đã được ghi nhận trong sự phát triển của ngành kế toán từ lâu, nhưng việc diễn giải ý nghĩa của nó vẫn còn chưa rõ ràng. Câu hỏi sau đây vẫn chưa được trả lời: "Các sự đoán về phần dư của cách tiếp cận dựa trên số lượng được giải thích là sự dịch chuyển trên hàm sản xuất, vậy còn các dự đoán của cách tiếp cận dựa trên mức giá thì sao?". Chúng ta đã minh họa ở trên rằng mức thu nhập thực tế thay đổi nhờ sự thay đổi trong sản xuất và sự thay đổi trong phân phối thu nhập của các bên có liên quan, đấy là cách tiếp cận kép. Trong trường hợp này, "kép" có nghĩa là kết quả hạch toán giống nhau thu được từ việc hạch toán sự thay đổi trong quá trình tạo thu nhập và trong việc phân phối thu nhập. 